# Podedwórze (Parczew)
Pour les articles homonymes, voir Podedwórze.
Podedwórze (prononciation [pɔdɛdˈvuʐɛ]) est un village de la gmina de Podedwórze du powiat de Parczew dans la voïvodie de Lublin, situé dans l'est de la Pologne.
Le village est le siège administratif (chef-lieu) de la gmina appelée gmina de Podedwórze.
Il se situe à environ 24 kilomètres à l'est de Parczew (siège du powiat) et 66 kilomètres au nord-est de Lublin (capitale de la voïvodie).
Le village comptait une population de 493 habitants en 2005.

## Histoire
De 1975 à 1998, le village est attaché administrativement à l'ancienne Voïvodie de Biała Podlaska.

Depuis 1999, il fait partie de la nouvelle voïvodie de Lublin.